# Het Oordeel van Cambyses
Het oordeel van Cambyses is een diptiek van de uit Holland afkomstige Vlaamse schilder Gerard David (ca. 1455 - 1525). Die schilderde het in 1498 in opdracht van de schepenen van Brugge als gerechtigheidstafereel voor de kamer der schepenen van het stadhuis. Tegenwoordig bevindt het zich in het Groeningemuseum in Brugge.

## Achtergrond
Het tweeluik beeldt de veroordeling van rechter Sisamnes door de Perzische koning Cambyses II uit. Deze gebeurtenis is, evenals Cambyses' Egyptische veldtocht, geboekstaafd door Herodotus. Sisamnes werd verdacht van het aannemen van steekpenningen en daarvoor veroordeeld tot de dood door levend te worden gevild. Dit thema was aan het einde van de vijftiende en de gehele zestiende eeuw zeer geliefd. Soortgelijke werken werden geschilderd in opdracht van andere gemeentebesturen; het bekendste is dat van Rogier van der Weyden voor het Brusselse stadhuis. Het thema diende als exemplum virtutis, een aansporing tot de deugd, of beter: als een waarschuwing tegen corruptie en machtsmisbruik. Het was ook een apologie voor het feit dat de Brugse stedelingen tien jaar eerder hun landsheer en latere keizer Maximiliaan I vier maanden lang gevangen gehouden hadden om hun streven naar autonomie kracht bij te zetten.

## Het werk
De uitbeelding van het oordeel van Cambyses in dit werk van David vindt plaats in een geheel Brugse setting. Zowel op het linker als op het rechter paneel wordt de gebeurtenis bijgewoond door bekende tijdgenoten, meestal de schepenen zelf die opdracht gaven tot het vervaardigen van dit werk. Ook de architectonische omgeving is niet Perzisch maar Brugs.
Op het linkerpaneel is te zien hoe Sisamnes, zittend en gehuld in een scharlaken rechtersmantel, wordt gearresteerd door een Brugse schout. Koning Cambyses draagt een hermelijnen mantel. Op de achtergrond, onder de rechterboog, staat een kleine afbeelding van wat voorafging. De rechter, ook daar in zijn rode mantel, neemt staande in de deuropening steekpenningen aan van een verdachte.
Diezelfde rode mantel ligt op het rechterpaneel onder de tafel. De beulen zijn begonnen aan hun werkzaamheden. Op de tafel ligt de veroordeelde. Zijn linkerbeen is al bijna blootgelegd en de beul stroopt de huid af, terwijl hij zijn mes tussen de tanden geklemd houdt. Een andere beul doet de rechterarm, terwijl een derde begonnen is aan de borstkas en een vierde het mes zet in de linkerarm. Ook hier staat achter de tafel het Brugse schepencollege opgesteld. Ogenschijnlijk hebben zij weinig aandacht voor de gruwelijkheden die zich even voor hun neus afspelen, evenmin als de Perzische koning die, nu ook voorzien van een scepter, de gebeurtenissen opluistert. Nog op dit paneel is een kleinere afbeelding aangebracht die naar de toekomst wijst. In de rechterbovenhoek is de nieuw benoemde rechter te zien (de zoon van de vorige). Over de rugleuning van zijn zetel hangt de afgestroopte huid van zijn vader. Aldus is het werk opgezet als een stripverhaal in vier voorstellingen, bedoeld om de beschouwer ervan te doordringen dat men beter niet corrupt kan zijn, en - vanzelfsprekend - dat de opdrachtgevers tot het werk onmogelijk corrupt zouden kúnnen zijn.
- Koninklijk Instituut voor het Kunstpatrimonium: 93136
- Bibliothèque nationale de France: cb119698652 (data)
- Système universitaire de documentation: 027715558
- Virtual International Authority File: 202995903